# 결혼 반지 (영화)
"결혼 반지"는 한국에서 제작된 김기덕 감독의 1972년 영화이다. 최무룡 등이 주연으로 출연하였고 김태수 등이 제작에 참여하였다.

## 출연

### 주연
- 최무룡
- 김지미